# Apanage
Apanage (från vulgärlatinets apanare som betyder "att ge bröd") är de medel som betalas ut till furstliga personer för deras underhåll. 
I Sverige betalas apanaget ut till Hovstaterna, och skall täcka bland annat kostnaderna för Kungens och övriga kungahusets representation. Apanaget infördes den 1 december 1809, då riksdagen slöt ett avtal med Karl XIII, varigenom staten fick tillgång till "ett antal kungsgårdar och kungsladugårdar och därtill hörande hemman och lägenheter", medan kungen fick rätten att förfoga över slotten samt ett årligt apanage. År 2019 uppgick apanaget till ca 141 miljoner kronor.
Apanage härstammar från Frankrike, där det var ordet för de pengar som konungens icke förstfödda barn fick. Den äldste sonen ärvde alltid tronen, och för att stötta de yngre barnen fick de pengar, land eller annan egendom.
Den sammanlagda kostnaden i den svenska statsbudgeten är för Kungliga hov- och slottsstaten ett ramanslag på omkring 141 miljoner kronor (2019). Därav går runt 72 miljoner till Hovstaterna som så kallat apanage. Återstående del, runt 69 miljoner, går till slottsstaten för drift och underhåll av de elva Kungliga slotten och deras museiverksamhet samt övriga kungliga egendomar såsom Kungliga Djurgården, Hagaparken och Riddarholmskyrkan. Apanaget används för att täcka utgifter för statschefens officiella funktioner, inklusive utgifter för kungafamiljen Kungen har likt tidigare drottning Beatrix av Nederländerna valt att inte göra någon frivillig redovisning av apanaget, något som exempelvis de brittiska hovstaterna gör.

## Europas kungahus apanage
Det kan vara svårt att jämföra olika kungahus apanage, då de kan ha mycket skilda ansvarsuppgifter i respektive samhälle. Vissa länders anslag går enbart till underhåll och representation för kungafamiljen medan andra länder ger anslag som skall täcka både kungahusets underhåll samt underhåll av slott, museer och parker med anknytning till kungahuset. 
I en belgisk sammanställning från 2010 sades det att det europeiska hov med störst apanage var det brittiska med ett årligt anslag på runt 50 miljoner euro (500 miljoner kronor), följt av Nederländerna med ett apanage på runt 40 miljoner euro (400 miljoner kronor). Av de nordiska kungahusen var Norges kungahus dyrast med ett apanage på 28 miljoner euro (270 miljoner kronor) följt av Danmark med ett på 125 miljoner kronor, billigast var Sverige med anslag på 12 miljoner euro (110 miljoner kronor). Den monarki med lägst anslag var Luxemburg med ett anslag till furstehuset på runt en knapp miljon euro (8 miljoner kronor) årligen och det kungahus med lägst utgifter per capita var Spaniens med en kostnad på runt 20 cent (1,90 kronor) per invånare.